# Želechovice
Želechovice là một làng thuộc huyện Olomouc, vùng Olomoucký, Cộng hòa Séc.